# Udea calliastra
Udea calliastra là một loài bướm đêm thuộc họ Crambidae. Nó là loài đặc hữu của Maui, Kauai, Molokai, Oahu và Hawaii.
The larvae of ssp. synastra feed on Peperomia latifolia và Peperomia membranacea.

## Phụ loài
- Udea calliastra calliastra (Kauai)
- Udea calliastra hyadnthias Meyrick, 1899 (Molokai, Maui)
- Udea calliastra synastra Meyrick, 1899 (Oahu, Molokai, Hawaii)